# 西大寺 (奈良市)
西大寺（さいだいじ）是位在日本奈良縣奈良市的寺院，真言律宗總本山。山號「勝寶山」（しょうほうざん）。本尊釋迦如來、孝謙上皇勅願、開山（初代住持）為常騰。南都七大寺之一，在奈良時代是擁有壯大伽藍的大寺院，平安時代衰退，鎌倉時代由叡尊復興。

## 關連項目

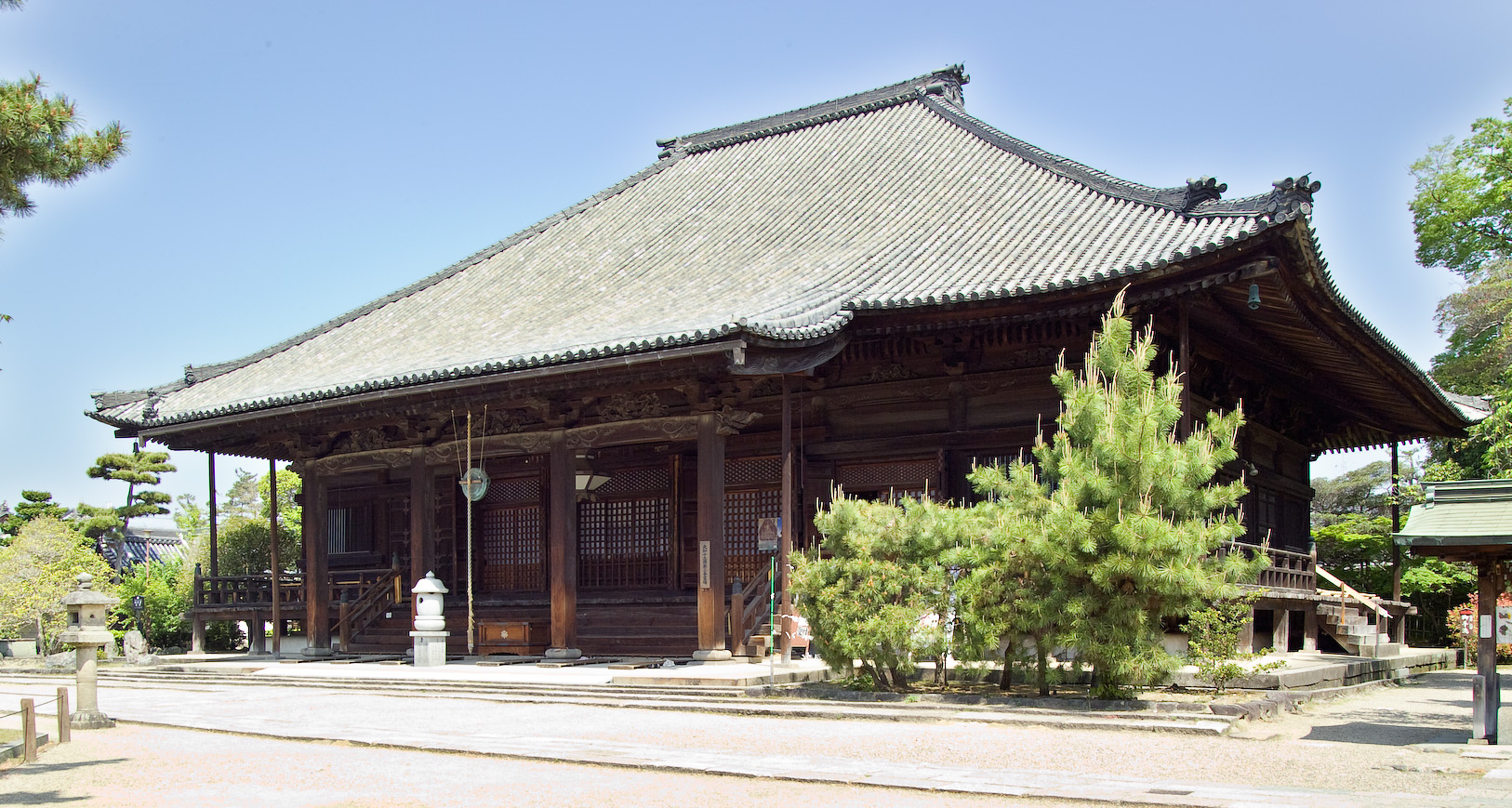
本堂

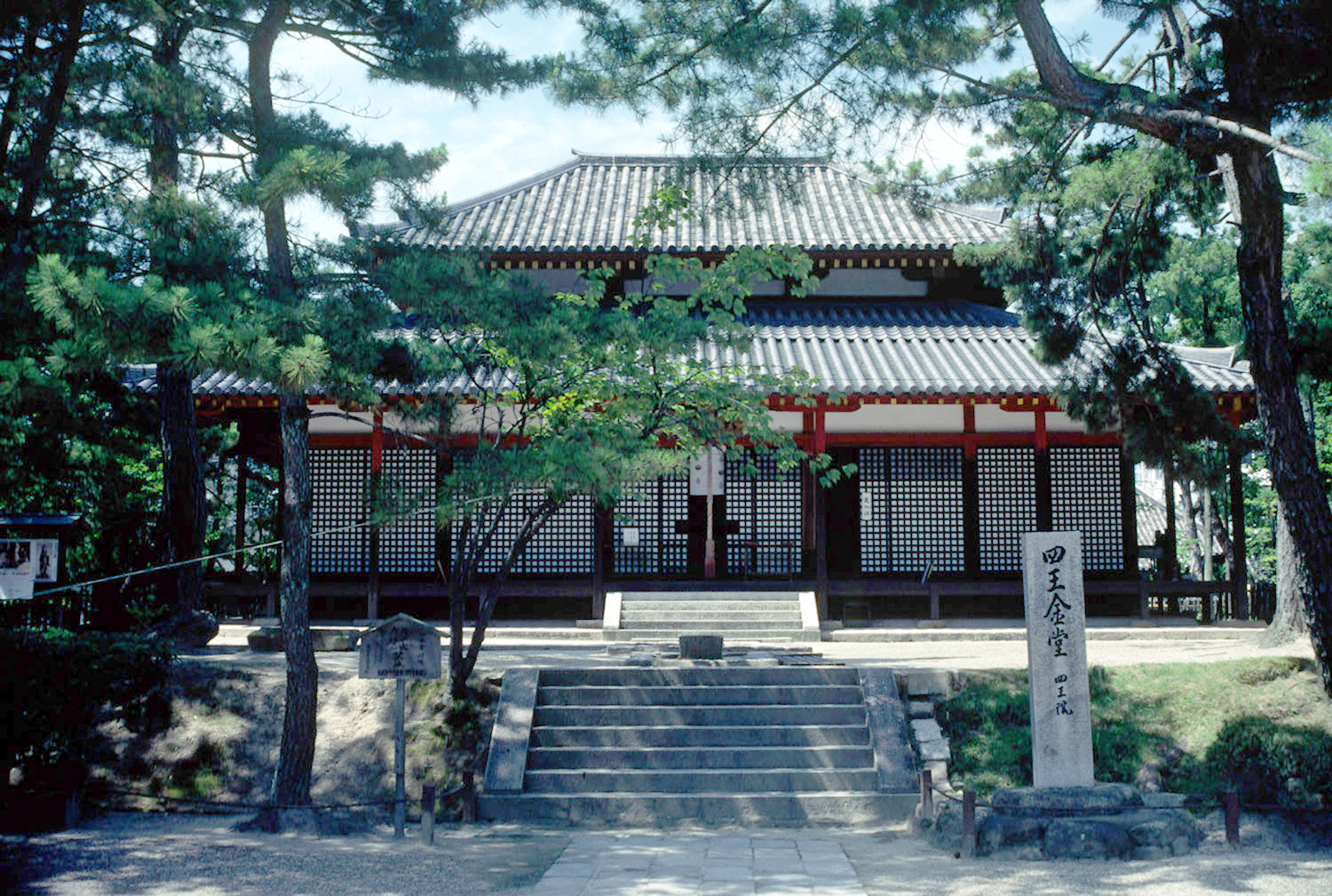
四王堂

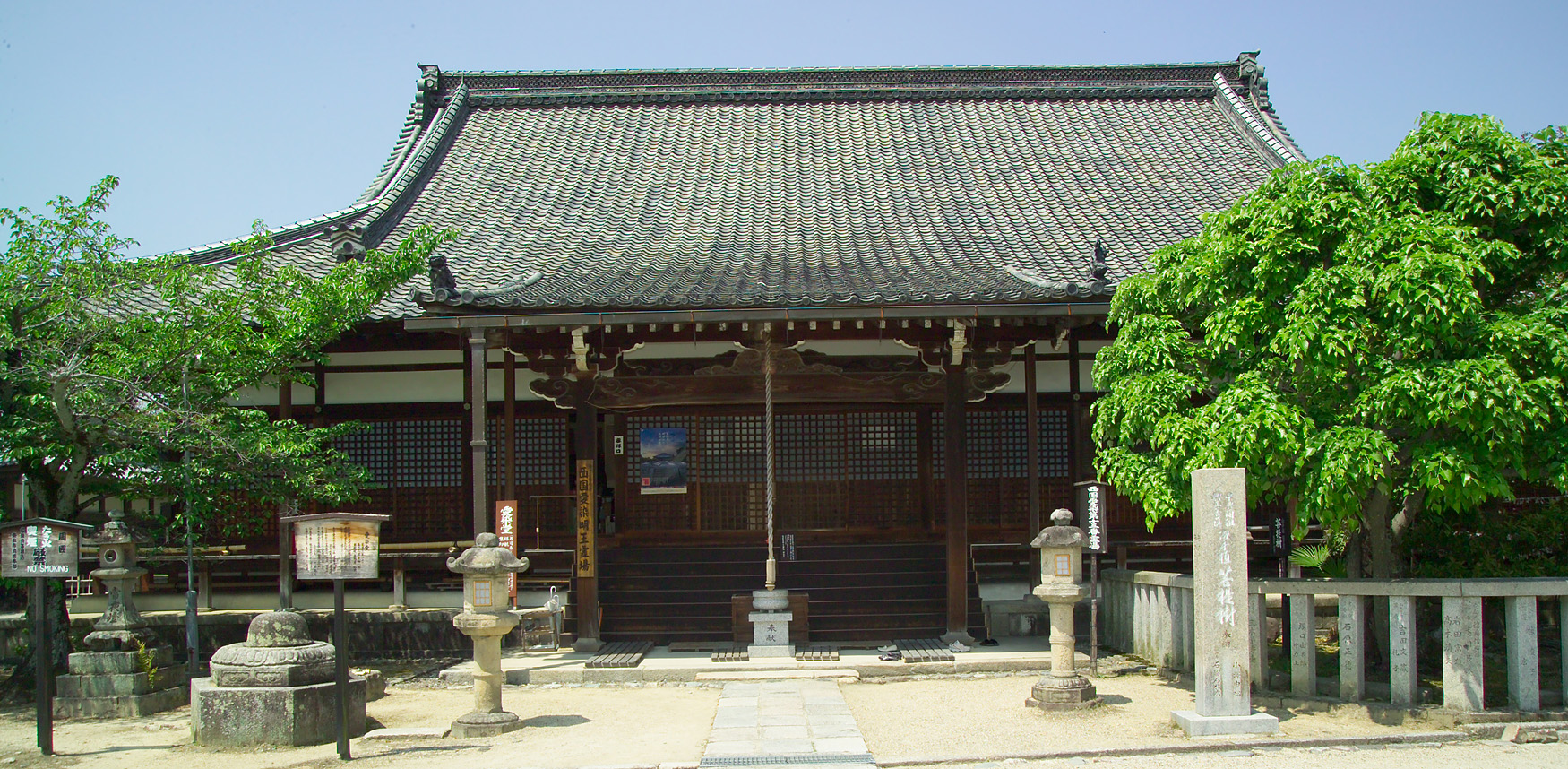
愛染堂

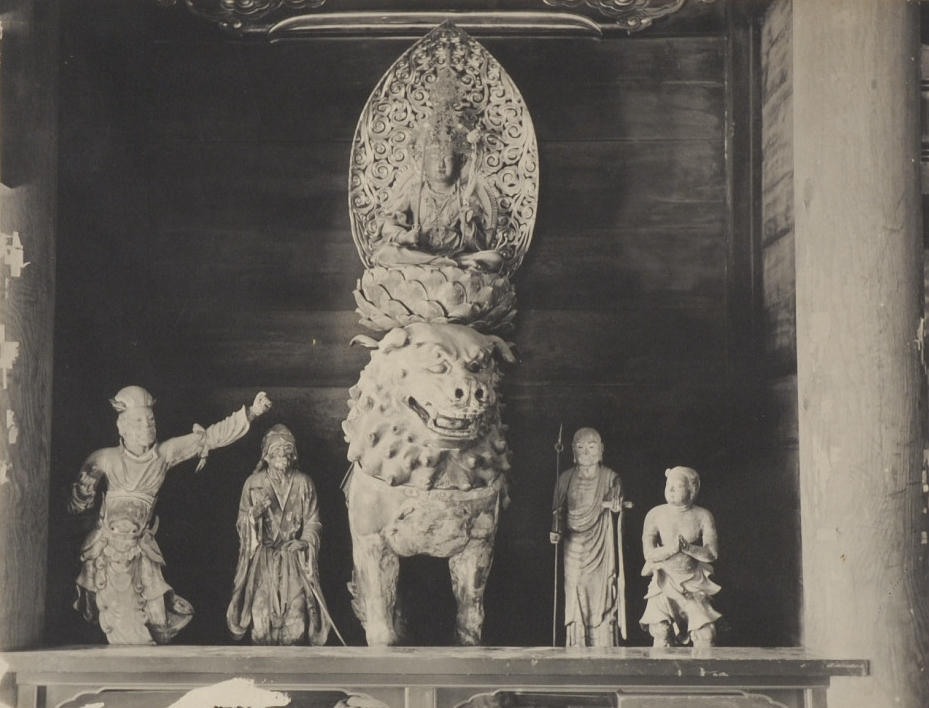
文殊菩萨

- 東大寺

## 外部連結
- 西大寺（页面存档备份，存于）